# Hertogdom Anhalt-Köthen
Het hertogdom Anhalt-Köthen of Cöthen (Duits: Herzogtum Anhalt-Köthen) was een Duitse staat die bestond van 1807 tot 1853. Het behoorde tussen 1807 en 1813 tot de Rijnbond en van 1815 tot 1853 tot de Duitse Bond. Het land werd geregeerd door het Huis Anhalt-Köthen, een linie uit de dynastie van de Ascaniërs. De hoofdstad en het hof waren gevestigd in Köthen.
Anhalt-Köthen lag in Midden-Duitsland en bestond uit vier van elkaar geschieden gebiedsdelen. Köthen en Warmsdorf lagen ten zuiden van de rivier de Elbe, Rosslau en Dornburg lagen ten noorden ervan. Daarnaast bezat het hertogdom vanaf 1828 een steppegebied in het zuiden van Rusland, Askania-Nova. Het vorstendom Pleß in Silezië werd tussen 1818 en 1847 door de hertogen van Köthen bestuurd.
Tijdens de napoleontische oorlogen ontbond keizer Frans II in 1806 het Heilige Roomse Rijk. Hierdoor werden de Duitse territoria, waaronder het Vorstendom Anhalt-Köthen, soevereine staten. Een jaar later trad Anhalt-Köthen toe tot de door Napoleon beheerste Rijnbond en werd het tot hertogdom verheven. Na de nederlaag van Napoleon in 1813 sloot het land zich aan bij de geallieerden en in 1815 werd het lid van de Duitse Bond. In 1818 stierf de hertogelijke linie van Köthen uit. Het hertogdom werd geërfd door de vorst van Anhalt-Köthen-Pleß, die uit een jongere zijlinie van het huis Köthen stamde. In 1847 stierf ook deze linie uit en viel Anhalt-Köthen aan Anhalt-Dessau. Aanvankelijk regeerde de hertog van Dessau de twee hertogdommen in personele unie, maar in 1853 werden de twee hertogdommen officieel verenigd tot Anhalt-Dessau-Köthen.

## Geschiedenis
August Christiaan Frederik, vorst van Anhalt-Köthen, trad in op 18 april 1807 toe tot de Rijnbond, waardoor hij gelijktijdig de hertogstitel mocht aannemen. Zijn op napoleontische leest geschoeide departementen, staatsraad, Code Napoléon en orde van verdienste werden na zijn dood in 1812 weer afgeschaft. Hij werd opgevolgd door zijn minderjarige neef Lodewijk August (1812-1818), onder wie het hertogdom in 1815 lid van de Duitse Bond werd en diep in de schulden raakte. De tweede linie Anhalt-Köthen stierf met Lodewijk August in 1818 uit.
Na het uitsterven van de regerende tak viel het hertogdom toe aan Ferdinand Frederik (1818-1830) uit de zijlinie Anhalt-Köthen-Pleß. Zijn jongere broer Hendrik volgde hem op in de heerlijkheid Pleß. In 1821 ontstond er een geschil met het koninkrijk Pruisen over toltarieven en belastingen. De hertog bracht het geschil in de vergadering van de Duitse Bond. Ferdinand Frederik en zijn vrouw werden in 1825 katholiek. De hertog introduceerde onder andere de jezuïeten in het traditioneel lutherse land. In 1828 werd er een vergelijk gesloten met Pruisen en Anhalt-Dessau, wat een eind maakte aan de conflicten met Pruisen. De hertog werd na zijn kinderloze dood opgevolgd door zijn broer Hendrik (1830-1847), die in 1847 eveneens kinderloos stierf. Voor zijn dood was de heerlijkheid Pleß verkocht aan de graaf von Hochberg en de Freiherr zu Fürstenstein.
Anhalt-Köthen viel nu toe aan Leopold IV Frederik, hertog van Anhalt-Dessau. Omdat de hertog van Anhalt-Bernburg regeringsonbekwaam was en ook geen opvolgers had, maakte Analt-Bernburg geen aanspraak op de erfenis. Leopold IV regeerde de twee hertogdommen aanvankelijk in een personele unie. Sinds 1848 was er een verenigde Landdag met Anhalt-Dessau, maar de Landdag van Anhalt-Köthen vergaderde ook afzonderlijk. Beide Landdagen bestonden uit dezelfde leden. Per 1 januari 1853 werden de twee staten verenigd tot Anhalt-Dessau-Köthen, dat na het uitsterven van Anhalt-Bernburg in 1863 met dat land werd verenigd tot het hertogdom Anhalt.

## Hertogen
Huis Anhalt-Köthen
- 1807 - 1812: August Christiaan Frederik
- 1812 - 1818: Lodewijk August

Huis Anhalt-Köthen-Pleß
- 1818 - 1830: Ferdinand Frederik
- 1830 - 1847: Hendrik

Huis Anhalt-Dessau
- 1847 - 1853: Leopold IV Frederik

## Regeringsleiders

### President van hetLandesdirektionskollegium
- 1812 - 1818: Ludwig Leberecht Vierthaler
- 1819 - 1835: Lebrecht August (von) Renthe
- 1836 - 1839: Johann David Karl (von) Albert
- 1840 - 1846: Albert Vierthaler
- 1846 - 1847: Gustav Albert von Gossler